# Corte senhorial

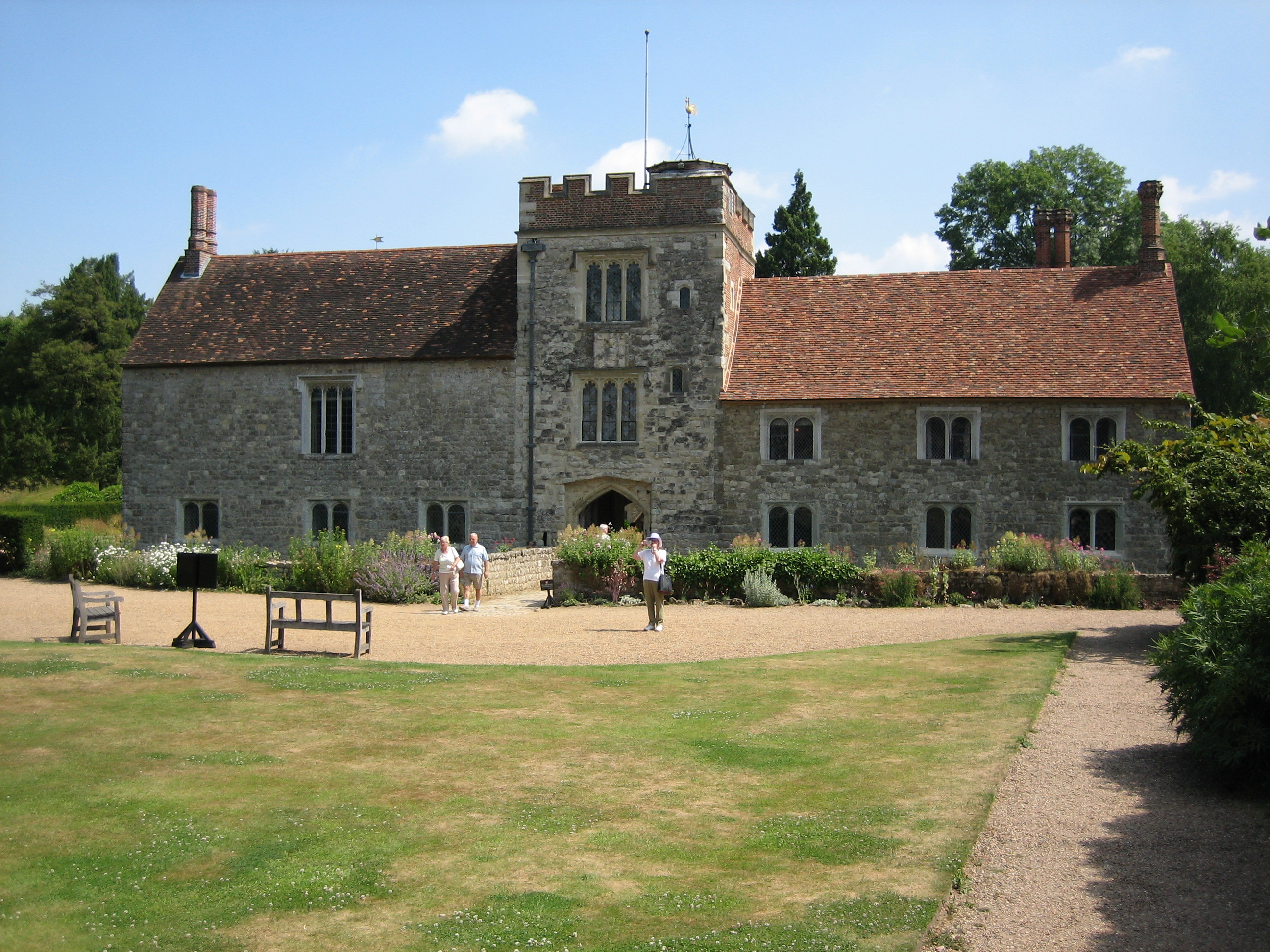
Ightham Mote, uma mansão com fosso do século XIV perto de Sevenoaks, Inglaterra, utilizada como Lord of the Manor.

Corte senhorial (em inglês:  Manorial court) eram os tribunais mais baixos de direito na Inglaterra durante o período feudal. Eles tinham uma jurisdição civil limitada tanto quanto os assuntos tratados quanto na sua abrangência geografia. Eles julgavam os assuntos sobre os quais o senhor do feudo tinha jurisdição, principalmente delitos, contratos locais e posse da terra, e seus poderes só se estendiam àqueles que viviam dentro das terras do feudo: o domínio e as terras que o senhor havia cedido para outros, e para aqueles que possuíam terras nelas. Os historiadores dividiram os tribunais senhoriais entre aqueles que eram principalmente senhoriais – baseados em responsabilidades feudais – e aqueles baseados na delegação separada de autoridade do monarca. Havia três tipos de tribunal senhorial: o tribunal de honra; o barão da corte; e o tribunal costumeiro, também conhecido como halmote court.